# Rue Chapu
Pour les articles homonymes, voir Chapu.
La rue Chapu est une rue du 16e arrondissement de Paris, en France.

## Situation et accès
Située dans le quartier d'Auteuil, aux abords de la Seine, elle débute au 16, boulevard Exelmans et se termine au 163, avenue de Versailles.
Pour rejoindre la rue Chapu, on peut descendre aux stations :
- Chardon-Lagache (ligne 10) ;
- Exelmans (ligne 9).

## Origine du nom

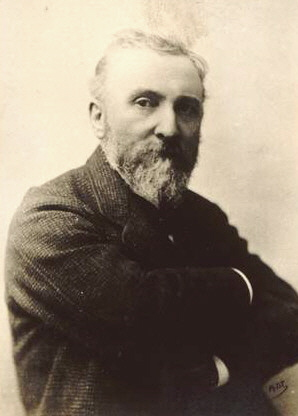
Le sculpteur Henri Chapu.

Elle est nommée en l’honneur du sculpteur français Henri Chapu (1833-1891).

## Historique
La rue est créée initialement comme voie privée en 1893 entre l'avenue de Versailles et le boulevard Exelmans par l'architecte et entrepreneur parisien Henri Tassu (1853-1937). 
L'architecte a déjà fait construire de nombreux hôtels particuliers dans les 16e et le 17e arrondissements de Paris, et façonne des immeubles en pierre de taille respectant les codes bourgeois de l'architecture haussmannienne. Ancien élève de l’École des beaux-arts dans les ateliers de Jules Pillet et de Jean-Charles Laisné, il était membre de la fondation Taylor avec Marcel Dourgnon.
Tout d'abord nommée « rue Nouvelle », puis « rue Maxime », elle est rebaptisée « rue Chapu » par arrêté du 10 juin 1897, en hommage au sculpteur français Henri-Michel-Antoine Chapu. Ce sculpteur est à l'origine d'une œuvre riche souvent inspirée de l'antique, comme les bas reliefs Automne et Hiver qui ornent la façade du Printemps Haussmann.
Le musée Henri-Chapu, situé à Le Mée-sur-Seine en Seine-et-Marne, est consacré au travail de l'artiste.

## Bâtiments remarquables et lieux de mémoire

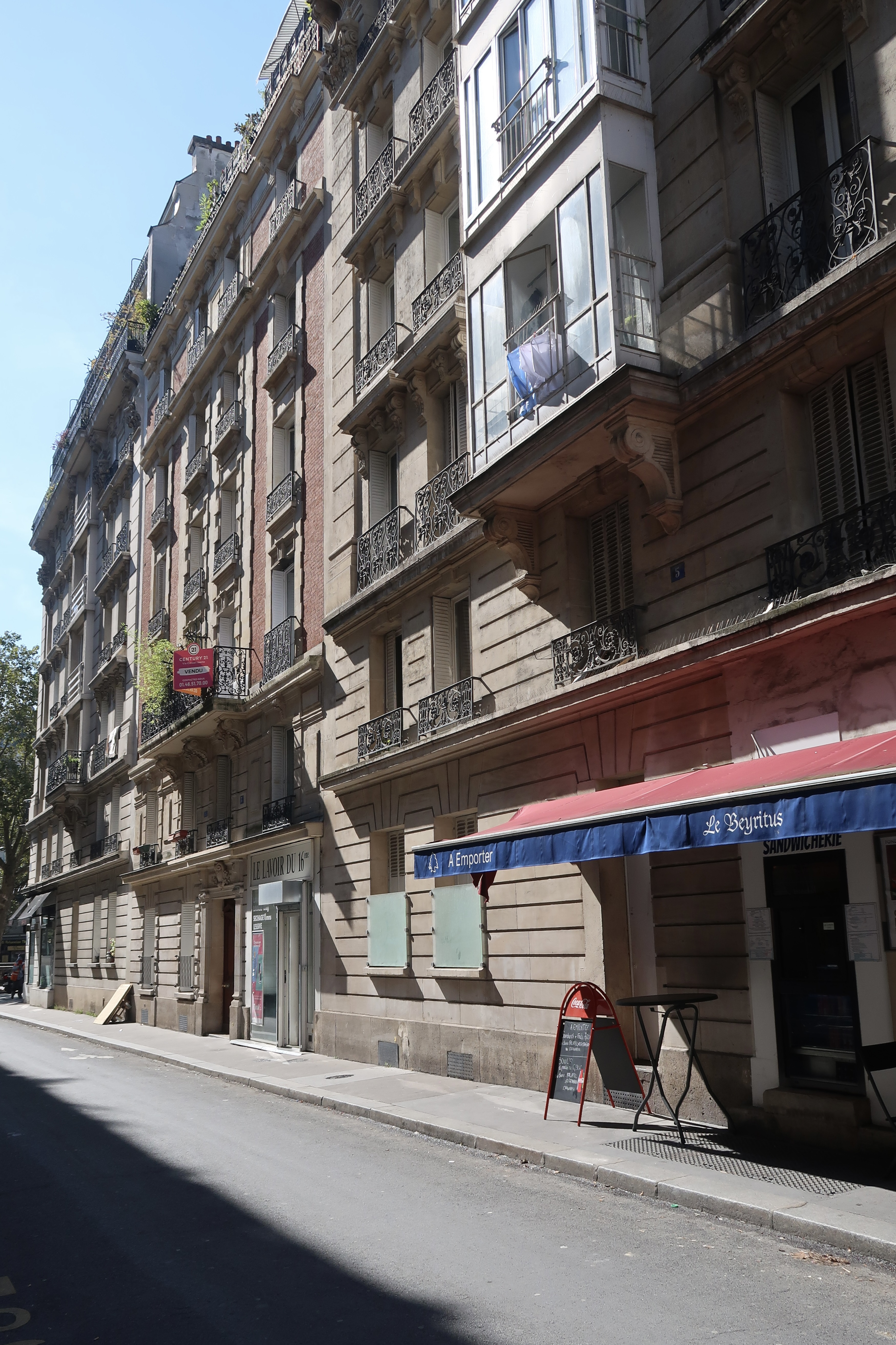
Nos 1-5.

- Le compositeur Ange Flégier résida au no 2. On lui doit de nombreuses compositions pour piano, quelques œuvres symphoniques, et la cantate Françoise de Rimini[2].
- Le peintre Raoul Barbin, ancien élève de Benjamin-Constant et de Jean-Léon Gérôme, résida au no 2. Il reçoit une mention au Salon des artistes français en 1902[3].
- L'Américain Henry Dunning, ancien secrétaire général de la Fédération internationale de la Croix-Rouge et du Croissant-Rouge, résida au no 2.
- Albert Savine, éditeur et auteur français, résida au no 2.
- Le peintre français Georges-Eugène Rousselle, ancien élève de Fernand Sabatté, résida au no 12.